# Swingin’ Utters
Swingin’ Utters – amerykański zespół punk rockowy powstały w końcówce lat ‘80 w Santa Cruz, potem przeniósł się do San Francisco. Inspiracje czerpią z brytyjskich kapel punkowych z początku istnienia gatunku (The Damned, Stiff Little Fingers, Sham 69), amerykańskiego country i folku, ale również z irlandzkiego folku (The Pogues). Zespół znany między innymi również z gier komputerowych. W grze „Tony Hawk Pro Skater” 2 użyto piosenki „Five Lessons Learned”, a w „Dave Mirra BMX Freestyle” – „Stupid Lullabies”.

## Skład
- Johnny Bonnel (Filthy Thieving Bastards, Druglords of the Avenues) – wokal
- Darius Koski (Filthy Thieving Bastards, Re-Volts) gitara, wokal, akordeon etc.
- Greg McEntee (Viva Hate) – perkusja
- Spike Slawson (Me First and The Gimme Gimmes, Re-Volts, Filthy Thieving Bastards) – gitara basowa, wokal
- Jack Dalrymple (Dead to Me, One Man Army, Re-Volts) – gitara, wokal

## Albumy i kompilacje
- „Scared” – 1992
- „The Streets of San Francisco” – 1995
- „More Scared: The House of Faith Years” – 1996
- „A Juvenile Product of the Working Class” – 1997
- „Five Lessons Learned” – 1998
- „Swingin’ Utters” – 2000
- „Dead Flowers, Bottles, Bluegrass, and Bones” – 2003
- „Live in a Dive” – 2004
- „Hatest Grits: B-Sides And Bullshit” – 2008
- „Brand New Lungs” – 2010
- „Taking The Long Way” – 2010
- „Here, Under Protest” – 2011